# Fist of Legend
Fist of Legend är en film från Hongkong från 1994 med Jet Li i huvudrollen, regisserad av Gordon Chan. Det är en nyinspelning av Bruce Lees Fist of Fury (1972).

## Rollista
| Jet Li               | – Chen Zhen           |
| Shinobu Nakayama     | – Mitsuko Yamada      |
| Siu-hou Chin         | – Hou Ting-An         |
| Billy Chow           | – General Fujita      |
| Yasuaki Kurata       | – Fuimo Funakoshi     |
| Paul Chun            | – Uncle Noh           |
| Ada Choi             | – Rose                |
| Cheung-Yan Yuen      | – Captain Jie         |
| Toshimichi Takahashi | – Japanese Ambassador |
| Carol Tam            | – Wei                 |
| Jackson Liu          | – Ryuichi Akutagawa   |